# Čongup
Čongup je město v Jižní Koreji v provincii Severní Čolla. Poblíž se nachází národní park Nedžangsan. Nedaleko města stál také buddhistický chrám Nedžangsa, který byl založen v roce 636 a většina budov pocházela z období po imdžinské válce. Chrám 31. října 2012 celý shořel.
Před sto lety město hrálo důležitou roli při zrodu korejského náboženství čeondoismu. Mnoho rolníků se k náboženství připojilo jako protest proti japonským okupantům. Město každoročně tuto událost oslavuje.

## Partnerská města
- Narita, Japonsko

- Su-čou, Čína